# Пуйстомякі (Турку)
Пуйстомякі (фін. Puistomäki швед. Parkbacken) — один з районів міста Турку, що входить до округу Сканссі-Уіттамо. 

## Географічне положення
Район розташований на південь від центральної частини Турку, межує на півночі з районом Вягягейккіля, на заході  — з Піглаяніемі, на півдні — з Уіттамо і Іспойненом, а на сході — з Луолавуорі. 

## Населення
У 2004 населення району становило 734 особи, з яких діти молодше 15 років становили 17,30 %, а старше 65 років — 12,81 %. Фінською мовою як рідною володіли 90,46 %, шведською — 5,59 %, а іншими мовами — 3,95 % населення району. 